# 1911
1911 (MCMXI) je bilo navadno leto, ki se je po gregorijanskem koledarju začelo na nedeljo.

## Dogodki
- 7. januar - monaški princ Albert razglasi ustavo v odziv na proteste proti absolutistični ureditvi.
- 18. januar - ameriški letalec Eugene Burton Ely izvede prvi pristanek letala na ladji.
- 11. januar - v Berlinu je ustanovljena Družba cesarja Viljema za spodbujanje raziskav na področju naravoslovja v Nemčiji.
- 30. januar - izbruh ognjenika Taal na filipinskem otoku Luzon zahteva 1335 žrtev.
- 18. februar - prvi uradni poštni polet: pilot Henri Pequet dostavi 6500 pisemskih pošiljk med mesti Alahabad in Naini v Indiji.
- 7. marec - Ernest Rutherford predstavi svoj model atoma.
- 16. marec - uradno je ustanovljen Las Vegas.
- 19. marec - prva proslava za dan žena.
- 8. april - fizik Heike Kamerlingh Onnes z Univerze v Leidnu odkrije superprevodnost.
- 9. maj - ustanovljeno je Nogometno društvo Ilirija, prvi slovenski nogometni klub.
- 15. – 16. maj - po cestah dežele Kranjske poteka etapa dirke Alpenfahrt, prve avtomobilistične dirke na slovenskih tleh.
- 21. maj - mehiška revolucija: podpisano je premirje med Maderovimi uporniki in vladnimi silami pod vodstvom predsednika Porfiria Díaza.
- 31. maj - v Belfastu je splovljen RMS Titanic
- 14. junij - RMS Olympic, kot prva ladja razreda Olympic, odpluje na svojo krstno plovbo iz Southamptona v New York.
- 15. junij - v New Yorku je uradno združeno podjetje IBM (pod imenom Computing Tabulating Recording Corporation).
- 1. julij - agadirska kriza: Nemčija pošlje bojno ladjo v maroško pristanišče Agadir v odziv na francosko vojaško posredovanje, ki je v nasprotju s sporazumom med državama.
- 24. julij - ameriški raziskovalec Hiram Bingham odkrije Machu Picchu.
- 22. avgust - v pariškem Louvru odkrijejo krajo Mona Lize.
- 20. september - RMS Olympic ob obali otoka Wight trči v britansko vojaško ladjo HMS Hawke, kar povzroči veliko škodo na obeh ladjah.
- 29. september - Italija napove vojno Osmanskemu cesarstvu.
- 10. oktober - v kitajski provinci Hubej izbruhne upor proti oblastem, ki kasneje preraste v revolucijo in strmoglavi dinastijo Čing.
- 5. november - Italija priključi Tripoli in Cirenajko.
- 30. november - pričetek gradnje prekooceanke HMHS Britannic.
- 12. december - prestolnico Indije prenesejo iz Kolkate v New Delhi.
- 14. december - Amundsenova odprava doseže južni tečaj.

## Rojstva
- 3. januar - Alexandros Papadiamantis, grški pisatelj in pesnik († 1851)
- 26. januar - Polykarp Kusch, nemško-ameriški fizik, nobelovec († 1993)
- 6. februar - Ronald Reagan, ameriški politik († 2004)
- 16. marec - Josef Mengele, nemški nacistični zdravnik († 1979)
- 20. marec - Alfonso García Robles, mehiški politik in diplomat, nobelovec († 1991)
- 26. marec:
  - John Langshaw Austin, angleški filozof in jezikoslovec († 1960)
  - Bernard Katz, nemško-britansko-avstralski nevrofiziolog in biofizik, nobelovec († 2003)
  - Tennessee Williams, ameriški pisatelj, dramatik in pesnik († 1983)
- 27. marec - Franc Rozman-Stane, slovenski partizanski komandant († 1944)
- 6. april - Feodor Felix Konrad Lynen, nemški biokemik, nobelovec († 1979)
- 8. april - Melvin Calvin, ameriški kemik, nobelovec († 1997)
- 15. maj - Max Frisch, švicarski pisatelj in dramatik († 1991)
- 4. junij - Milovan Đilas, črnogorski pesnik, pisatelj in politik († 1995)
- 13. junij - Luis Walter Alvarez, ameriški fizik, nobelovec († 1988)
- 24. junij:
  - Juan Manuel Fangio, argentinski dirkač Formule 1 († 1996)
  - Ernesto Sabato, argentinski pisatelj († 2011)
- 30. junij - Czesław Miłosz, poljski pisatelj, pesnik in diplomat, nobelovec († 2004)
- 5. julij - Georges Pompidou, francoski politik († 1974)
- 9. julij - John Archibald Wheeler ameriški fizik in kozmolog († 2008)
- 21. julij - Herbert Marshall McLuhan, kanadski literarni kritik, medijski teoretik in filozof († 1980)
- 27. julij - Giorgio Scerbanenco, italijanski pisatelj, novinar in scenarist († 1969)
- 9. avgust - William Alfred Fowler, ameriški fizik in astrofizik, nobelovec († 1995)
- 25. avgust - Vo Nguyen Giap, vietnamski general in politik († 2013)
- 19. september:
  - Dragotin Cvetko, slovenski muzikolog in skladatelj († 1993)
  - William Golding, angleški pisatelj in pesnik, nobelovec († 1993)
- 24. september - Konstantin Černenko, ruski politik († 1985)
- 14. oktober - Le Duc Tho, vietnamski general, diplomat in politik, nobelovec († 1990)
- 22. oktober - Kristina Brenk, slovenska pisateljica († 2009)
- 31. oktober - Aleksander Iljič Ahiezer, ruski fizik († 2000)
- 2. november - Odiseas Elitis, grški pesnik, nobelovec († 1996)
- 6. november - Stanislav Lenič, slovenski škof († 1991)
- 28. november - Nakamura Hadžime, japonski budistični filozof, indolog in prevajalec († 1999)
- 11. december - Nagib Mahfuz, egiptovski pisatelj, nobelovec († 2006)
- 23. december - Niels Kaj Jerne, danski imunolog, nobelovec († 1994)

## Smrti
- 9. januar - Edvard Rusjan, slovenski letalec (* 1886)
- 17. januar - Francis Galton, angleški polihistor (* 1822)
- 15. februar - Theodor Escherich, nemško-avstrijski pediater (* 1857)
- 1. marec - Jacobus Henricus van 't Hoff, nizozemski kemik, nobelovec (* 1852)
- 16. marec - Josipina Hočevar, slovenska podjetnica in mecenka (* 1824)
- 10. april -

- Mikalojus Konstantinas Čiurlionis, litovski slikar in skladatelj (* 1875)
- Samuel Loyd, ameriški problemist, ugankar in razvedrilni matematik (* 1841)

- 18. maj - Gustav Mahler, avstrijski skladatelj in dirigent (* 1860)
- 1. oktober - Wilhelm Dilthey, nemški zgodovinar, sociolog, literarni teoretik in filozof (* 1833)
- 18. oktober - Alfred Binet, francoski psiholog (* 1857)
- 19. oktober - Eugene Burton Ely, ameriški letalec (* 1886)
- 29. oktober - Joseph Pulitzer, madžarsko-ameriški novinar in založnik (* 1847)
- 10. december - Joseph Dalton Hooker, britanski botanik in raziskovalec (* 1817)
- 21. oktober - Josip Vošnjak, slovenski politik, zdravnik in pisatelj (* 1834)

## Nobelove nagrade
- Fizika - Wilhelm Wien
- Kemija - Maria Skłodowska-Curie
- Fiziologija ali medicina - Allvar Gullstrand
- Književnost - Maurice Maeterlinck
- Mir - Tobias Michael Carel Asser in Alfred Hermann Fried